# The Farm (Band)
The Farm ist eine britische Rock-Pop-Band, die zu Beginn der 1990er Jahre bekannt wurde und zur Madchester-Szene gerechnet werden kann.

## Bandgeschichte
Die 1983 in Liverpool zusammengesetzte Band veröffentlichte zunächst einige Independent-Singles; neben Live-Auftritten konnte sie auch durch Promotion in dem von Peter Hooton herausgegebenen Fußballmagazin The End auf sich aufmerksam machen.
Nach diversen Umbesetzungen baten sie 1989 den Dancemusic-Produzenten Terry Farley um Unterstützung, der mit ihnen dann das Monkees-Cover Stepping Stone produzierte, das es in Großbritannien immerhin unter die Top 50 der Singlecharts schaffte. Die Folgesingle Groovy Train ermöglichte der Gruppe mit Platz 6 den Durchbruch.
Der erfolgreichste Titel der Band, All Together Now, wurde 1995 für den englischen Fußballverein FC Everton und erneut 2004 (als Remix von DJ Spoony) als offizielle Hymne der englischen Nationalmannschaft neu aufgelegt.

## Diskografie

### Studioalben
| Jahr | Titel     | Höchstplatzierung, Gesamtwochen, AuszeichnungChartplatzierungen (Jahr, Titel, Platzierungen, Wochen, Auszeichnungen, Anmerkungen) | Höchstplatzierung, Gesamtwochen, AuszeichnungChartplatzierungen (Jahr, Titel, Platzierungen, Wochen, Auszeichnungen, Anmerkungen) | Höchstplatzierung, Gesamtwochen, AuszeichnungChartplatzierungen (Jahr, Titel, Platzierungen, Wochen, Auszeichnungen, Anmerkungen) | Höchstplatzierung, Gesamtwochen, AuszeichnungChartplatzierungen (Jahr, Titel, Platzierungen, Wochen, Auszeichnungen, Anmerkungen) | Anmerkungen                     |
| Jahr | Titel     | DE | CH | UK | US | Anmerkungen                     |
| ---- | --------- | --- | --- | --- | --- | ------------------------------- |
| 1991 | Spartacus | DE38 (14 Wo.)DE | CH37 (1 Wo.)CH | UK1 Gold · (17 Wo.)UK | — | Erstveröffentlichung: März 1991 |

Weitere Studioalben
- 1992: Love See No Colour
- 1994: Hullabaloo
- 2025: Let The Music (Take Control)

### Kompilationen
- 1986: Pastures Old and New
- 1991: Boxsetacus
- 1998: Best of the Farm (2 CDs)
- 2001: All Together Now: The Very Best of the Farm
- 2001: The Very Best of the Farm
- 2004: Spartacus … Plus (2 CDs)
- 2004: Alltogethernow – The Very Best of the Farm (CD + DVD)
- 2009: All Together Now: The Very Best of the Farm (2 CDs)

### Singles
| Jahr | Titel Album                               | Höchstplatzierung, Gesamtwochen, AuszeichnungChartplatzierungen (Jahr, Titel, Album, Platzierungen, Wochen, Auszeichnungen, Anmerkungen) | Höchstplatzierung, Gesamtwochen, AuszeichnungChartplatzierungen (Jahr, Titel, Album, Platzierungen, Wochen, Auszeichnungen, Anmerkungen) | Höchstplatzierung, Gesamtwochen, AuszeichnungChartplatzierungen (Jahr, Titel, Album, Platzierungen, Wochen, Auszeichnungen, Anmerkungen) | Höchstplatzierung, Gesamtwochen, AuszeichnungChartplatzierungen (Jahr, Titel, Album, Platzierungen, Wochen, Auszeichnungen, Anmerkungen) | Höchstplatzierung, Gesamtwochen, AuszeichnungChartplatzierungen (Jahr, Titel, Album, Platzierungen, Wochen, Auszeichnungen, Anmerkungen) | Anmerkungen                                                                        |
| Jahr | Titel Album                               | DE | CH | UK | US | Dance | Anmerkungen                                                                        |
| ---- | ----------------------------------------- | --- | --- | --- | --- | --- | ---------------------------------------------------------------------------------- |
| 1990 | Stepping Stone / Family of Man Boxsetacus | — | — | UK58 (5 Wo.)UK | — | — | Erstveröffentlichung: April 1990                                                   |
| 1990 | Groovy Train Spartacus                    | — | — | UK6 (13 Wo.)UK | US41 (16 Wo.)US | Dance4 (11 Wo.)Dance | Erstveröffentlichung: 20. August 1990                                              |
| 1990 | All Together Now Spartacus                | DE5 (24 Wo.)DE | CH18 (4 Wo.)CH | UK4 Silber · (12 Wo.)UK | — | — | Erstveröffentlichung: 26. November 1990                                            |
| 1991 | Sinful! (Scary Jiggin’ with Doctor Love)  | — | — | UK28 (5 Wo.)UK | — | — | Erstveröffentlichung: April 1991 mit Pete Wylie                                    |
| 1991 | Don’t Let Me Down Spartacus               | DE78 (2 Wo.)DE | — | UK36 (3 Wo.)UK | — | — | Erstveröffentlichung: 22. April 1991                                               |
| 1991 | Mind Love See No Colour                   | — | — | UK31 (4 Wo.)UK | — | — | Erstveröffentlichung: 12. August 1991                                              |
| 1991 | Love See No Colour                        | — | — | UK58 (4 Wo.)UK | — | — | Erstveröffentlichung: Dezember 1991                                                |
| 1992 | Rising Sun Love See No Colour             | — | — | UK48 (3 Wo.)UK | — | Dance14 (10 Wo.)Dance | Erstveröffentlichung: Juni 1992                                                    |
| 1992 | Don’t You Want Me Love See No Colour      | — | — | UK18 (5 Wo.)UK | — | — | Erstveröffentlichung: Oktober 1992                                                 |
| 1993 | Love See No Colour ’93 Love See No Colour | — | — | UK35 (4 Wo.)UK | — | — | Erstveröffentlichung: Dezember 1992                                                |
| 1994 | Messiah Hullabaloo                        | — | — | UK92 (1 Wo.)UK | — | — | Erstveröffentlichung: Juli 1994                                                    |
| 2004 | All Together Now 2004 Spartacus … Plus    | — | — | UK5 (5 Wo.)UK | — | — | Erstveröffentlichung: 24. Juni 2004 The Farm feat. S .F. X. Boys’ Choir, Liverpool |

Weitere Singles
- 1984: Hearts and Minds
- 1985: Steps of Emotion
- 1986: Some People
- 1989: Body and Soul
- 1991: Talk
- 1991: Spartacus Re-Mixes (Vinyl, White Label)
- 1991: Very Emotional (Terry Farley Remix EP Sampler)
- 1994: Messiah
- 1994: Comfort
- 2017: Feel the Love (EP)
- 2025: Moment in Time

### Videoalben
- 1991: Spartacus Live (VHS)
- 1991: Groovy Times (VHS)